# Ulner von Dieburg

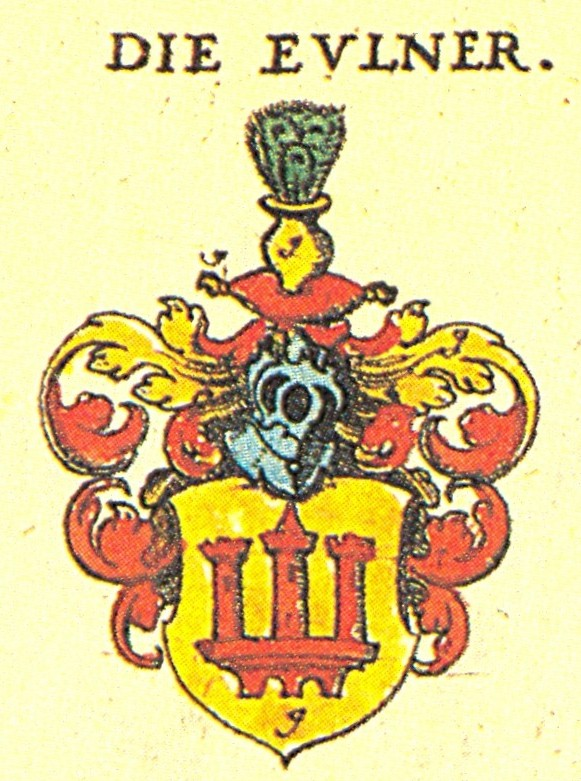
Das Wappen aus

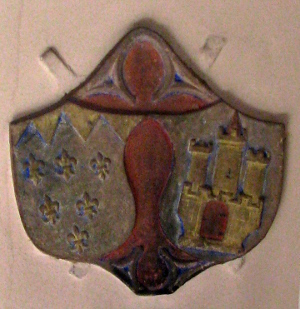
Allianzwappen in der Weinheimer St.-Laurentius-Kirche. Heraldisch links das Wappen der Ulner von Dieburg (rechts), rechts das Wappen mit den sechs Lilien der von Dalberg

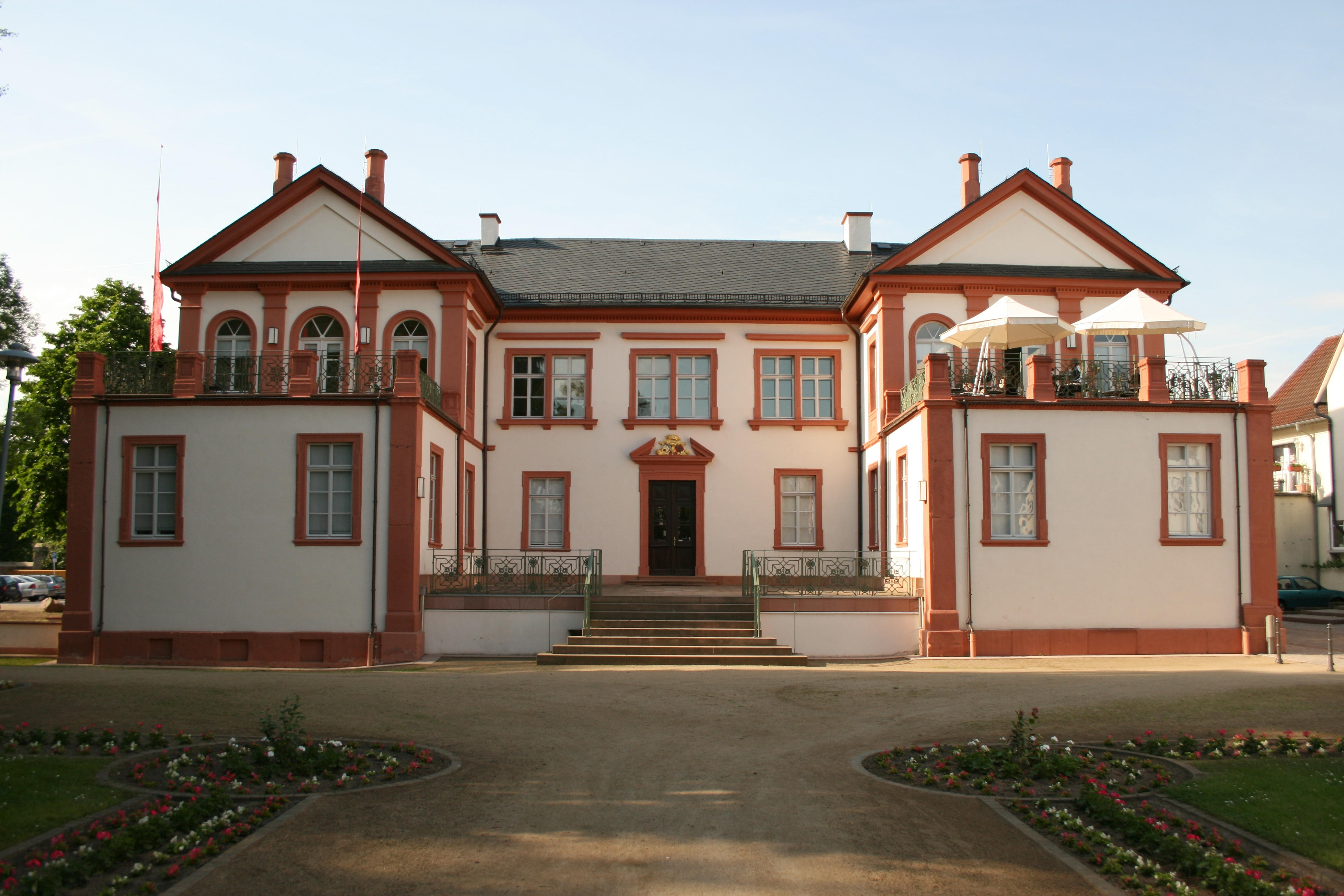
Das Schloss Fechenbach

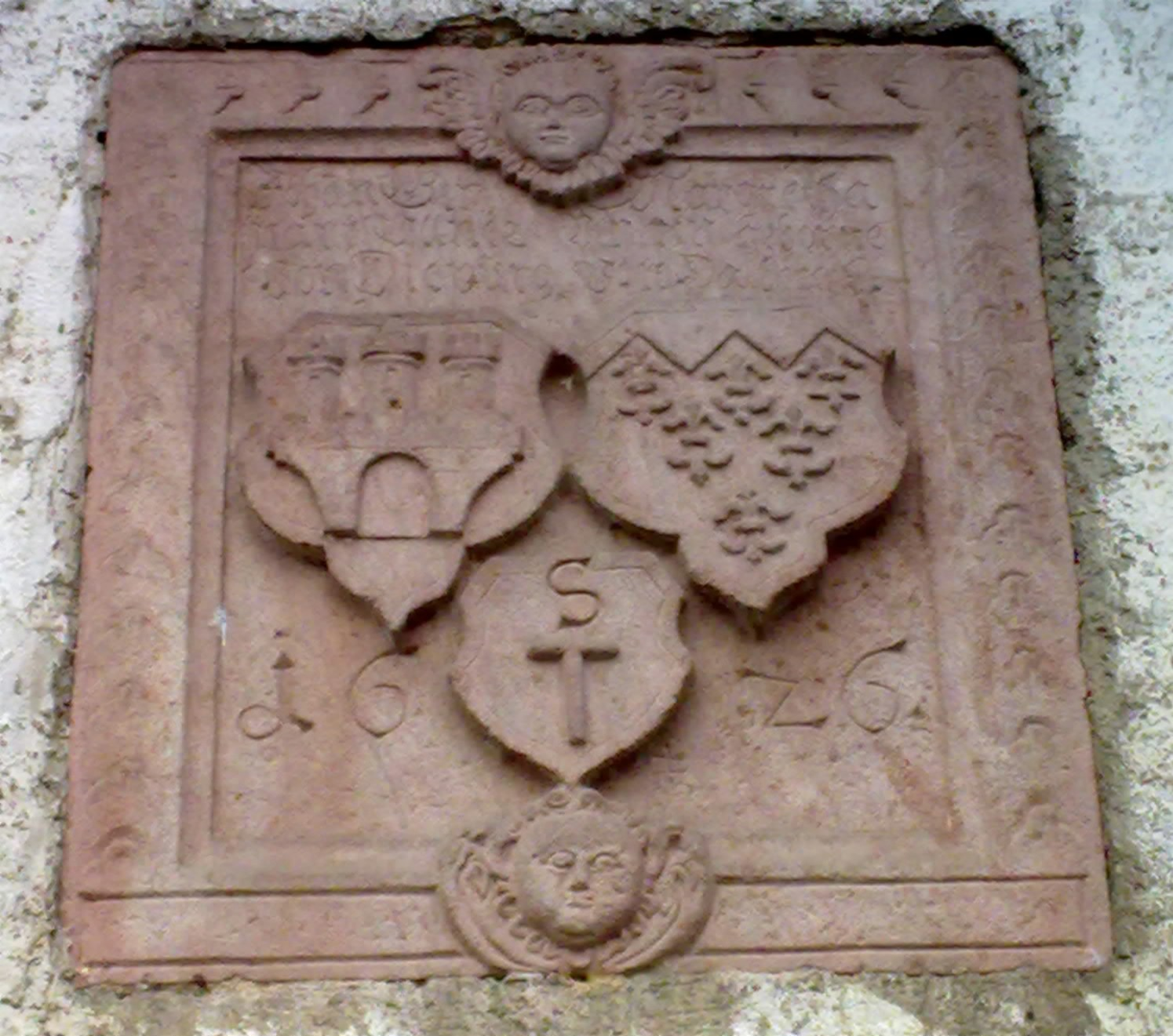
Allianzwappen der Familien Ulner von Dieburg und von Dalberg, datiert 1626 am Weinheimer Schloss

Wappen von Kleinkahl, einer Gemeinde im Landkreis Aschaffenburg, heraldisch links ist das Wappen der Ulner von Dieburg aufgenommen

Die Ulner von Dieburg (auch Eulner oder Ullner von Dieburg bzw. Ullner von Diepurg) waren eine der ältesten Adelsfamilien aus dem südhessischen Raum, namentlich Dieburg. Die älteste Erwähnung stammt aus den Jahren von 1207. Das Geschlecht starb 1771 aus. Sie waren Mitglieder im Ritterkanton Odenwald und werden auch als Fränkisches Rittergeschlecht gezählt.

## Geschichte

### Dieburger Herkunft
Die Ulner waren ein bedeutendes Adelsgeschlecht der Stadt Dieburg. Sie traten erstmals als Burgmannen auf mit Besitz im damals weiten Areal des heutigen Albini-Schlosses. Nach 1300, die Stadt Dieburg ist jetzt im Besitz des Mainzer Erzbischofs, hatten die Ulner ihren Sitz an dem Winkel zwischen Stadt- und Zwingermauer der Burg, in der Nähe der Stelle, wo die Gersprenz die Stadtbefestigung quert. Hartmann von Ulner baute das Gebäude zu einem Renaissance-Wohnhaus aus. Das genaue Aussehen ist nicht überliefert, da das Stadtarchiv während des Dreißigjährigen Krieges durch Feuer vernichtet wurde.  Den Renaissancebau ersetzte 1717 Franz Pleickard Ulner von Dieburg, verheiratet mit Maria Theresia Josepha von Haxthausen (1692–1731), durch ein dreiflügliges spätbarockes Schlösschen, das heute Schloss Fechenbach genannte Gebäude. Dieser Bau stimmte im Umriss weitestgehend mit dem heutigen Schloss überein, hatte ein Wohngeschoss über einem hohen Keller sowie ein Mansarddach mit einem Zwerchhausgiebel über dem Mittelbau. Es wurde damals „Ulnerschlösschen“ genannt. Über dem ehemaligen Ehrenportal befindet sich das Allianzwappen der Familien Ulner und Haxthausen mit der Jahreszahl 1717. Das später nochmals leicht umgestaltete Schloss ist heute ein Museum.
Letzter männlicher Nachkomme des Geschlechts war der Sohn Pleickards, der 1771 verstorbene Johann Wilhelm Franz Freiherr Ulner von Dieburg. Dreimal verheiratet, hatte er sechs Kinder. Sein einziger Sohn starb schon 1765. Da seine Tochter Elisabeth Auguste (1751–1816) im Jahre 1771 den Minister und Intendanten des Mannheimer Nationaltheaters, Wolfgang Heribert von Dalberg ehelichte, fiel das Erbe an das Dalbergsche Geschlecht.

### Besitzungen
Erzhausen war ab dem 13. Jahrhundert (Anselm Ulner von Dieburg), nach Verkauf der von Dornberg an die Ulner, in deren Allodialbesitz bis (wenn auch nur noch zum Teil) 1771. Im 14. Jahrhundert waren die Ulner als Burgmannen auf der Burg Lindenfels und auch dort begütert. 1419–1439 hatten sie das Dorf Mauchenheim vom Pfalzgrafen Ludwig III als Lehen.
1446 ist ein Abt Heinrich Ulner von Dieburg des Klosters Limburg beim heutigen Bad Dürkheim in den Annalen des Klosters verzeichnet, der noch 1476 erwähnt wird und mit Unterzeichnung des ersten Marktrechts für Dürkheim 1449 und Umwandlung in ein Kirchweihfest den Grundstein für den heutigen Dürkheimer Wurstmarkt legte. Im Zuge der Bursfelder Kongregation musste er 1481 sein Amt niederlegen. Der übernächste Abt Anselm Ulner von Dieburg wird ebenfalls mehrfach erwähnt und dankt 1490 ab.
1454 werden die Ulner Ganerben der Burg Bickenbach, 1463 wird nach einem Überfall des Hamann Ullner von Dieburg auf Frankfurter Kaufleute die Burg von den Frankfurtern niedergebrannt.
Die Ulner bauten wohl die ehemalige Wasserburg in Klein-Zimmern und besaßen Gefälle an der Wasserburg in Habitzheim und den sogenannten Ulnerhof. Sie besaßen seit 1561 im Tausch gegen ihren Anteil an Reichenbach (Lautertal) das Dorf Igelsbach (bei Eberbach), belehnt von den Grafen zu Erbach und erhielten den Zehnten vom damaligen Dorf Ober-Kinzig.
Zwischen 1503 und 1577 waren mehrere Angehörige des Adelsgeschlechtes ebenfalls als Burgmannen auf Schloss Alzey tätig. Sie besaßen die Niedere Gerichtsbarkeit (Hubengericht) zusammen mit dem Stift Aschenburg in Ostheim im Bachgau.

### Weinheimer Verbindungen
Die Geschichte der Ulner von Dieburg vereinte sich im 14. Jahrhundert ebenfalls mit einer der ältesten Adelsfamilie Weinheims. Aus ihr stammte Hildegund Schultheiß von Weinheim. Sie lebte als Gottgeweihte. Ihrem Bruder Johannes Schultheiß von Winheim überließ sie ihr gesamtes Vermögen mit dem Auftrag, eine in der Neustadt Weinheim gelegene Holzkapelle in Steinen neu aufbauen zu lassen. Johannes Schultheiß von Weinheim erfüllte diesen Auftrag von der Zeit zwischen 1350 und 1367 und verband den Kirchenbau mit der Errichtung eines Armen- und Altenspitals im späteren Gerberviertel. Einfluss und ihr Reichtum bekamen die Ulner von Dieburg durch die Ehe zwischen Johannes genannt Hamann Schultheiß von Weinheim und einer Frau der Ulner von Dieburg. Die Ehe blieb kinderlos und damit starb 1407 das Geschlecht der von Weinheim aus. Das reiche Erbe fiel an die Familie der Ulner von Dieburg. Dies wird auch am Weinheimer Schloss sichtbar, wo die Ulner im südlichen Teil einen eigenen Adelshof (mit heute noch bestehendem Südflügel) besaßen.

## Freiherr von Ulner’sche Stiftung
Die Ulner machten 1454 und 1470 weitere Zustiftungen, gaben Hildegunds Stiftung ihren Namen und nannten sie ab diesem Zeitpunkt Ulner-Stiftung. Durch Vertrag von 1467 wurde festgelegt, dass die Familie nur im Mannesgeschlecht das Pflegerecht der Stiftung besitzen sollte. Als 1771 der letzte männliche Ulner starb, blieben zunächst die weiblichen Nachkommen im Besitz der Stiftung, ehe die Regierung des Unterrhein-Kreises 1854 erklärte, dass sie von der Verwaltung des Stiftungsvermögens und von der Verfügung über deren Erträge auszuschließen seien. 1856 ordnete das Großherzogliche Badische Ministerium des Innern an, dass die Stiftung eine Distriktstiftung sei und deshalb von der Kreisregierung verwaltet werden sollte.
1905 wurde die Ulnersche Kapelle mit den Spitalgebäuden und Spitalgrundstücken einer kirchlichen Stiftung zugewiesen: dem Ulner-Fonds, der bis heute vom Pfarramt St. Laurentius verwaltet wird. Das übrige Stiftungsvermögen bildete fortan die weltliche Freiherr von Ulner'sche Stiftung. Sie wurde dem Großherzoglichen Verwaltungshof unterstellt. Seit 1979 ist sie eine kommunale Stiftung des Rhein-Neckar-Kreises und wird vom Kreiskämmerer verwaltet. Die Stiftungserträge werden zur Unterstützung von armen und kranken Einwohnern des Rhein-Neckar-Kreises verwendet.
Das einzige Grabmal der Ulner in der Kapelle ist das von Hartman Ulner von Dieburg, der 1502 in der Kapelle beigesetzt wurde. In der Ulner-Kapelle sind bis heute auch die Grabsteine von Johannes Schultheiß von Weinheim, Erbauer der Kapelle und des Spitals, und seines Sohnes Johann zu sehen.

### Namensträger
- Johann Wilhelm Franz Ulner von Dieburg (1715–1771), kurpfälzischer Hofmarschall

### Heutige Nutzung der ehemaligen Gebäude
Das alte Armenspital und Ulnersche Kapelle St. Wilhelm wurde mehrfach umgebaut und wird heute als Eventlocation und als Boarding House genutzt.

## Wappen
Das Wappen zeigt eine dreizinnige Burg, wobei die Blasonierung in zwei Farbvarianten beschrieben ist. Die Helmzier ist selbstredend, da Ulner der altdeutsche Begriff für Töpfer ist.

Als ehemaliger Besitz der Ulner von Dieburg zeigt das Wappen der Gemeinde Erzhausen noch heute die goldene Burg auf blauem Grund im Wappen.

### Blasonierung
1. Goldene Burg auf blauem Schild:

In Blau eine goldene Burg mit einem roten Tor, Eingang, zwei Fenstern und drei Zinnentürmen, der mittlere Turm ist rot bedacht. Helmzier ist auf einem golden bequasteten, roten Kissen ein goldener, mit einem Pfauenstoß besteckter Topf (Vase, Urne). Die Helmdecken sind blau-golden.
1. Rote Burg auf goldenem Schild:

In Gold eine rote Burg mit Tor, zwei Fenstern und drei Zinnentürmen, wovon der mittlereTurm blau bedacht ist. Die Helmzier ist auf einem golden bequasteten, roten Kissen ein goldener, mit einem Pfauenstoß besteckter Topf (Vase, Urne). Die Helmdecken sind rot-golden.

## Sehenswürdigkeiten
Im heutigen Kloster Neuburg befinden sich ein Epitaph der ehemaligen Äbtissin Agnes Ulner von Dieburg († 1452), Nr. 101.
Das Schloss und Museum Fechenbach hat eine mittelalterliche Abteilung, in der über die Ulner von Dieburg berichtet wird.